# Klokočka (Bakov nad Jizerou)
Klokočka je samota, část města Bakov nad Jizerou v okrese Mladá Boleslav. Nachází se čtyři kilometry severozápadně od Bakova nad Jizerou.

## Historie
První písemná zmínka o vesnici pochází z roku 1720.

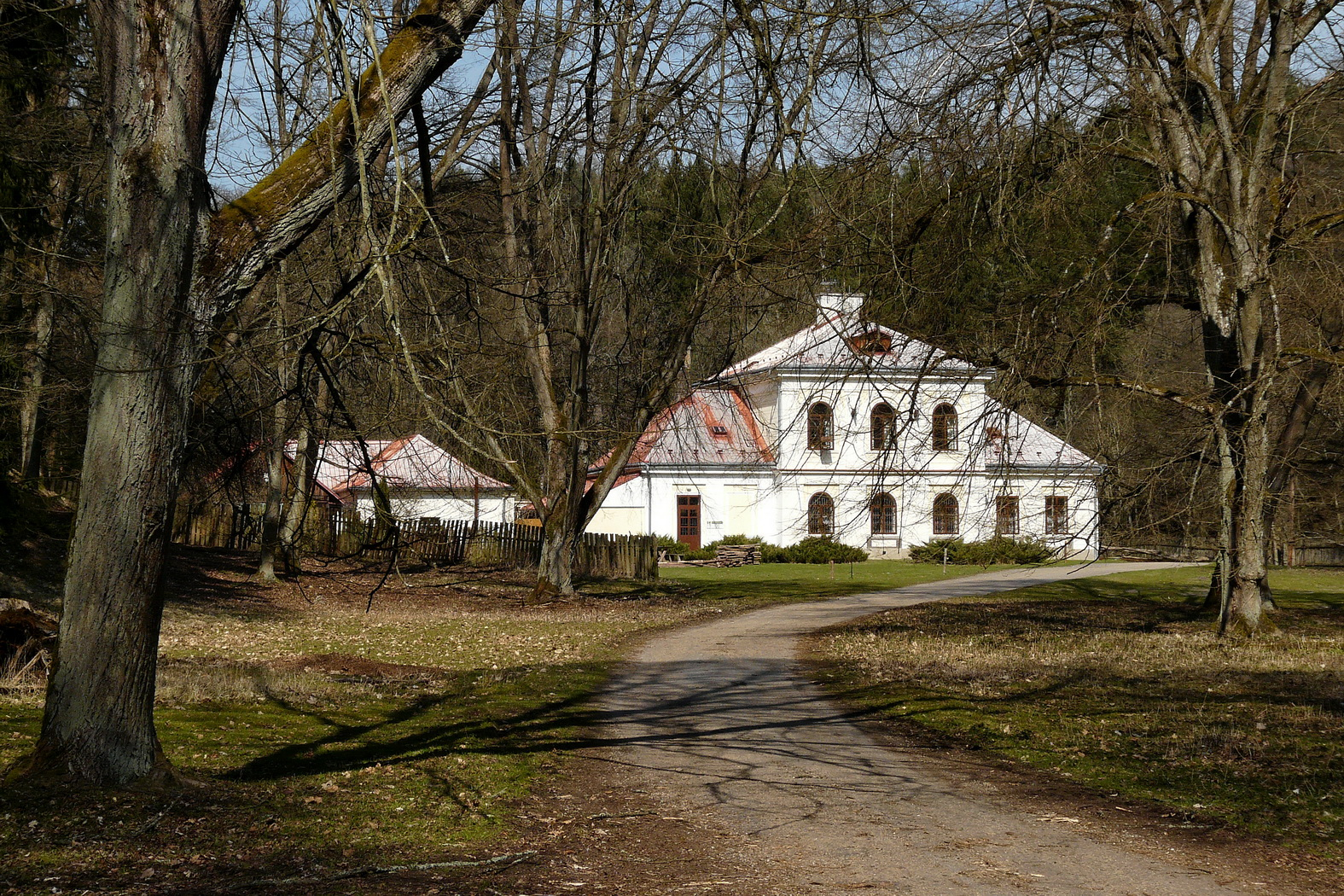
Myslivna Klokočka

Klokočka leží v úzkém a vlhkém údolí potoka Rokytky. Nachází se v ní vydatný pramen, tvořící krátký vedlejší přítok Rokytky. Toto místo získalo jméno údajně podle mohutného klokoče rostoucího nad pramenem.
Během 18. století byly poblíž místní kaple sv. Stapina postaveny malé lázně, svého času velmi vyhledávané, které byly ale časem zrušeny. Hlavní lázeňská budova byla v roce 1832 přeměněna na myslivnu a později ještě klasicistně přestavěna. Souběžně vznikala oplocená obora Klokočka a myslivna se ocitla uvnitř. Nedaleko samoty se nachází též obnovený památník osvobození, připomínající oběti obou světových válek.
V roce 2010 byla podél toku Rokytky (úsek Velký Rečkov – Klokočka) zřízena naučná a prožitková stezka určena především rodinám s dětmi Klokočským lesem za hrou, vodou a ptačím zpěvem.
V letech 1869–1976 byla vesnice součástí obce Malá Bělá a od 1. dubna 1976 se stala součástí města Bakov nad Jizerou.

## Obyvatelstvo
| Rok            | 1869 | 1880 | 1890 | 1900 | 1910 | 1921 | 1930 | 1950 | 1961 | 1970 | 1980 | 1991 | 2001 | 2011 | 2021 |
| -------------- | ---- | ---- | ---- | ---- | ---- | ---- | ---- | ---- | ---- | ---- | ---- | ---- | ---- | ---- | ---- |
| Počet obyvatel | 23   | 21   | 14   | 13   | 15   | 21   | 12   | 5    | 9    | 4    | 14   | 7    | 7    | 2    | 5    |
| Počet domů     | 2    | 2    | 2    | 2    | 2    | 2    | 2    | 2    | 2    | 1    | 2    | 2    | 1    | 1    | 1    |

## Pamětihodnosti
- Kaple svatého Stapina